# Pistola estilo AR-15

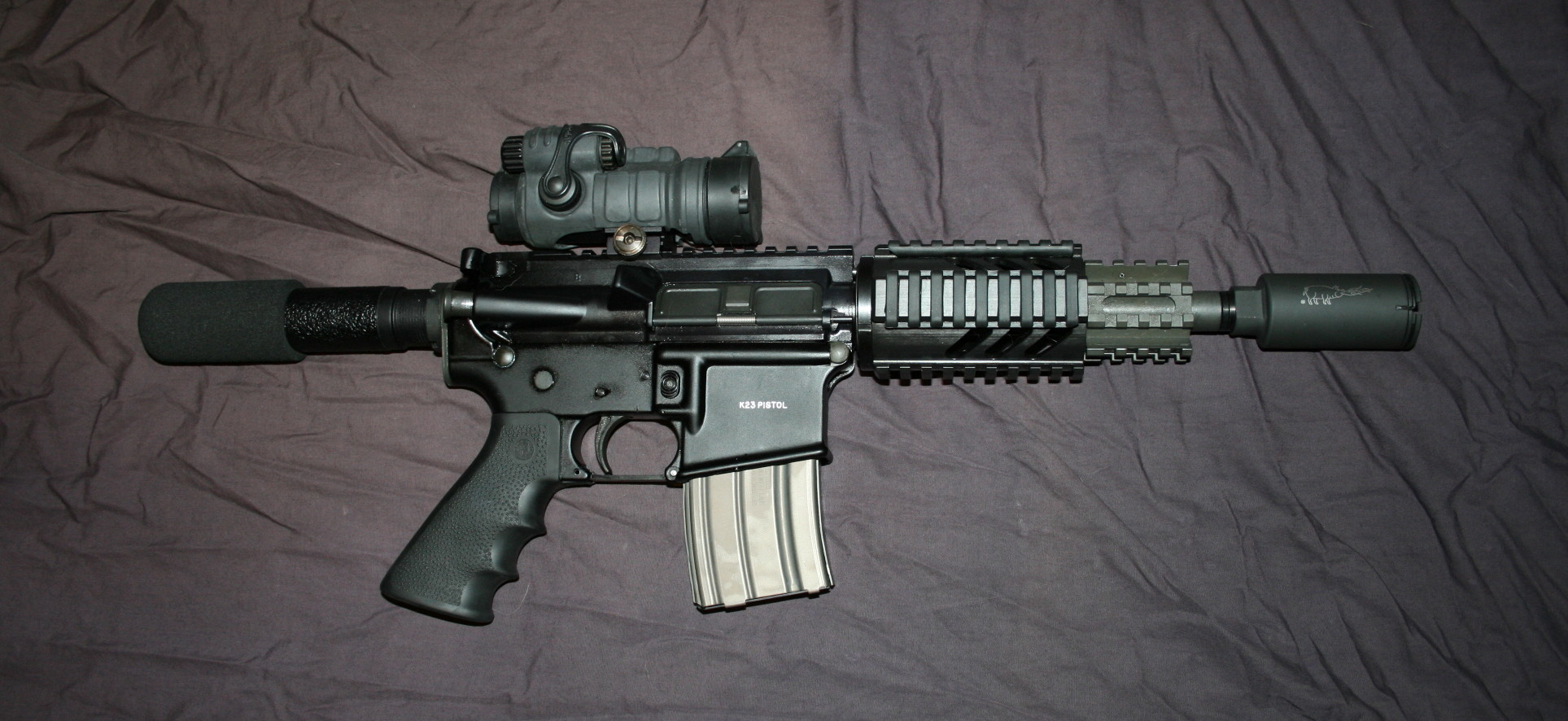
Esta pistola estilo AR-15 tem um cano mais curto e não tem coronha.

Uma pistola estilo AR-15 é uma arma de fogo de peso reduzido (conhecida como pistola), montada usando um receptor estilo AR-15, com as peças adequadas para criar uma pistola segurada e disparada com apenas uma mão.

## História
A Colt's Manufacturing Company começou a comercializar o Colt AR-15 em 1964, dos seus primeiros rifles autocarregáveis. Estes fuzis foram montados a partir de peças intercambiáveis, desenhadas para permitir a substituição de peças com defeito sem a necessidade de habilidades de armeiro e ferramentas necessárias para a maioria das armas de fogo da altura. Outros fabricantes produziram peças semelhantes com características não encontradas em fuzis de produção. Algumas dessas peças podem ser montadas para as criar com comprimento total ou comprimento de cano menor do que as dimensões de um fuzil especificadas por lei do país. Essas pequenas armas podem ser definidas como pistolas pelas leis locais de cada local.

## Desvantagens
- O receptor estilo AR-15 é maior e mais pesado do que a maioria das ações de armas de fogo.[3]
- Muitos cartuchos AR-15 produzem menor velocidade com flash de saída e explosão de saída do cano que distraem quando disparados de canos de pistola.[4]

## Publicidade e polémicas
Estas pistolas foram utilizadas e divulgadas em vários filmes de Hollywood, incluindo Perigo Real e Imediato, Bad Boys e Spawn .
As pistolas foram utilizadas nos tiroteios em massa em Boulder, Colorado, e Dayton, Ohio, trazendo polémica para a sua existências.